# Crupina vulgaris
Crupina vulgaris là một loài thực vật có hoa trong họ Cúc. Loài này được Pers. ex Cass. mô tả khoa học đầu tiên năm 1818.